# Bhalusna
Bhalusna fou un estat tributari protegit a l'agència de Mahi Kantha a la regió de Gujarat, presidència de Bombai situat a 23° 50′ 30″ N, 72° 50′ 00″ E / 23.84167°N,72.83333°E.
La superfície era de 153 km² i la població el 1881 de 3.548 habitants (el 1901 eren només 2.226 en 9 pobles) Produïa blat, mill, canya de sucre, i moresc indi. Els ingressos s'estimaven vers 1900 en 1.277 rúpies 
L'estat estava governat per un hindú de la casta Kochuvan Koli, amb títol de thakur (noble). La successió es regia per la primogenitura. El 1881 no tenia sanad d'adopció però probablement el va obtenir després. El tribut que pagava era de 1163 rúpies a l'estat d'Idar.